# Iterbi
L'iterbi és un element químic de la taula periòdica que té el símbol Yb i nombre atòmic 70. L'iterbi és un element metàl·lic argentat bla, pertany al 6è període de la taula periòdica i a la sèrie dels lantanoides, els quals formen part del conjunt d'elements anomenats terres rares. Se'l troba en alguns minerals com la monazita o la xenotima. L'iterbi s'associa a vegades amb l'itri o altres elements relacionats i s'usa en alguns acers. L'iterbi natural és una mescla de set isòtops estables. No té cap funció biològica i és poc tòxic. L'element té poc ús pràctic més enllà de la investigació. El radioisòtop iterbi 169 és una font de raigs X durs útils en dispositius radiogràfics portàtils. S'utilitza com a dopant en una varietat de materials òptics, incloses les lents. El metall s'utilitza en sensors de pressió perquè la seva resistivitat elèctrica depèn molt de la pressió.

## Història

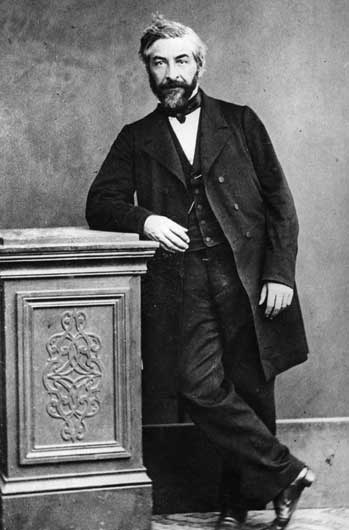
Jean-Charles Galissard de Marignac.

L'iterbi fou descobert pel químic suís Jean-Charles Galissard de Marignac (1817-1894) el 1878 a la Universitat de Ginebra. Galissard trobà un nou component en la terra (òxid) llavors anomenada erbia, i l'anomenà iterbia (per Ytterby, el poble de l'illa sueca de Resarö, on hi ha la mina d'on procedia el mineral gadolinita que havia analitzat). Ell sospitava que la iterbia era un òxid d'un nou element que batejà com iterbi (que era de fet la primera terra rara a ser descoberta).

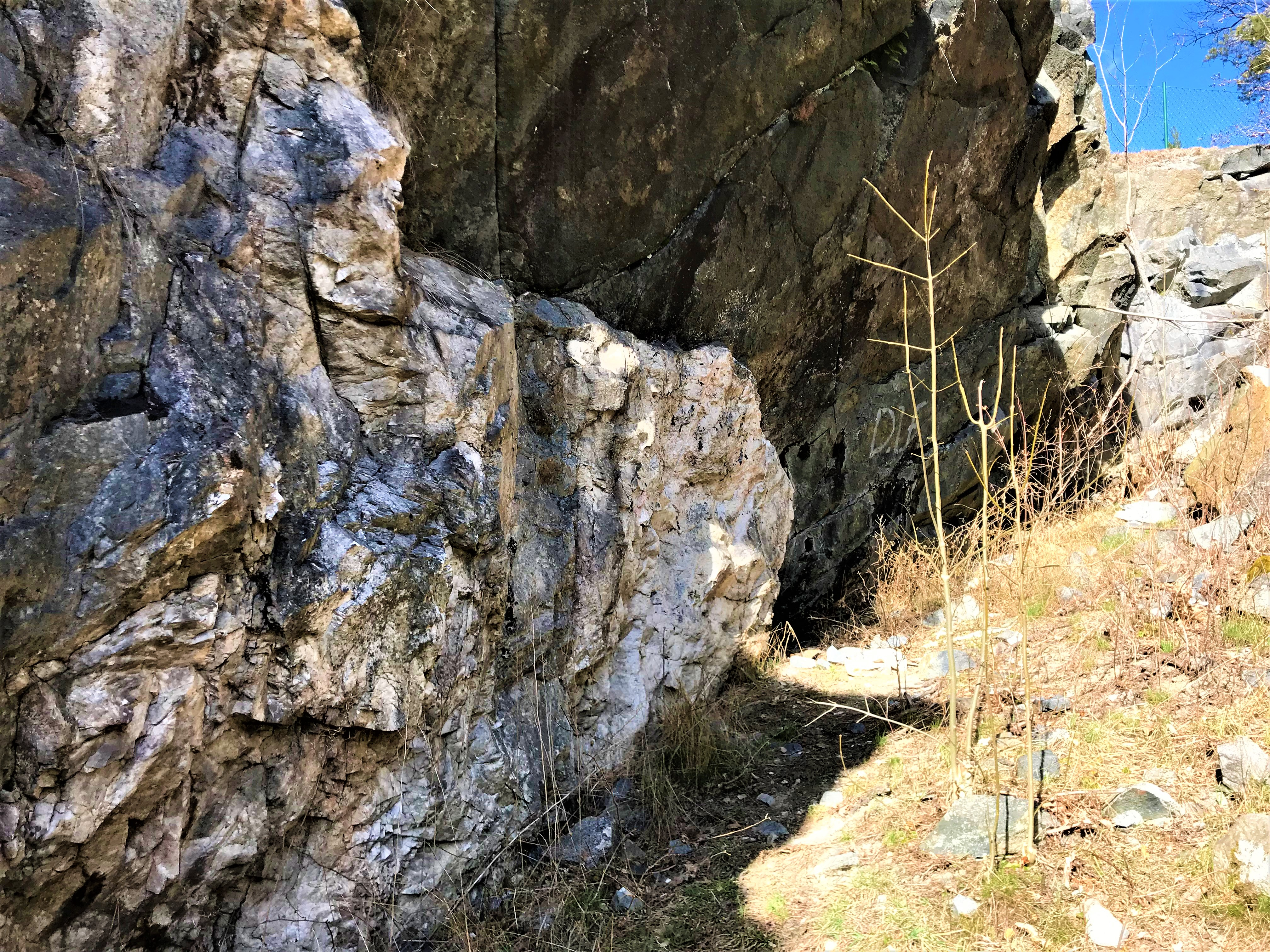
Mina d'Ytterby.

El 1907, el químic francès Georges Urbain (1872-1938) separà la iterbia de Marignac en dos components, neoiterbia i lutecia. La neoiterbia era l'element que passaria més tard a anomenar-se iterbi, i la lutecia passaria a ser l'element luteci. Independentment, el químic austríac Carl Auer von Welsbach (1858-1929) aïllà aquests elements de la iterbia més o menys al mateix temps, però els batejà respectivament aldebarani i cassiopei.
L'element fou preparat per primera vegada pels químics alemanys Wilhelm Klemm (1896-1985) i H. Bommer el 1937 reduint el clorur d'iterbi(III) amb potassi segons la reacció redox:
{\displaystyle {\ce {YbCl3 + 3 K -> Yb + 3 KCl}}}
L'iterbi obtingut per Klemm i Bommer estava mesclat amb el clorur de potassi també produït i no es pogué emprar per determinar les seves propietats físiques i químiques. S'hagué d'esperar fins al 1953 quan A. H. Daane, D. H. Dennison i F. H. Spedding del Iowa State College pogueren produir per primera vegada iterbi quasi pur. Aquests investigadors reduïren òxid d'iterbi(III) amb lantani i aprofitaren les diferències de volatilitats (l'iterbi és el més volàtil dels lantanoides i el lantani el que ho és menys) per separar els productes per destil·lació. La reacció fou:
{\displaystyle {\ce {Yb2O3 + 2 La -> 2 Yb + La2O3}}}

## Abundància i obtenció

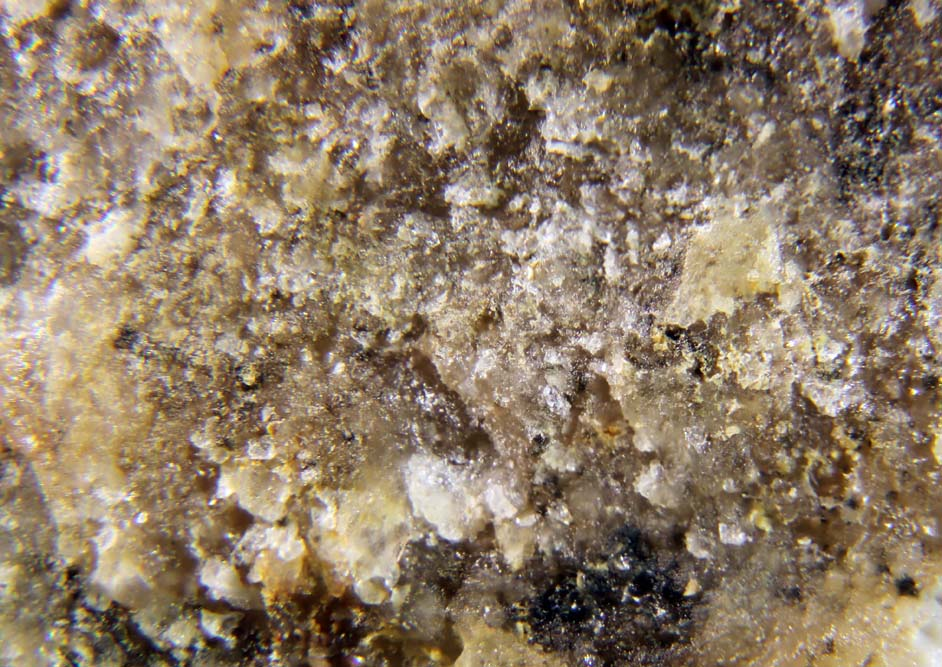
Vyuntspakhkita-(Y)

L'iterbi és un element químic que es produeix en les explosions de supernoves. És un element rar a l'escorça terrestre, ocupant la 43a posició quant a abundància dels elements químics. L'iterbi es troba amb altres lantanoides en diversos minerals poc abundants. Els que en contenen més percentatge, per damunt del 5 %, són: xenotima-(Yb) 64,56 %, keiviïta-(Yb) 54,97 %, hingganita-(Yb) 38,14 %, keiviïta-(Y) 22,30 %, vyuntspakhkita-(Y) 20,26 % i samarskita-(Yb) 5,32 %.
L'iterbi s'obté comercialment amb major freqüència a partir de l'arena monacita (~ 0,03% d'iterbi). També es troba en l'euxenita i la xenotima-(Y). Normalment, és difícil separar l'iterbi d'altres lantanoides, però les tècniques d'intercanvi d'ions i d'extracció de solvents desenvolupades a finals del segle xx han simplificat aquesta separació. Els compostos d'iterbi són rars.

## Propietats

### Propietats físiques

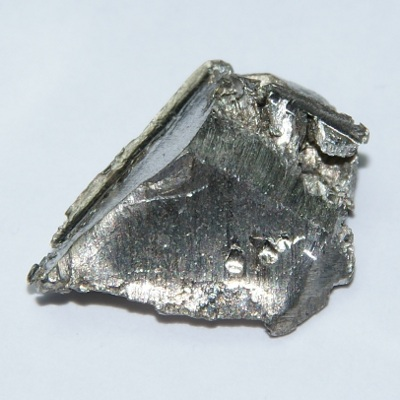
Iterbi.

L'iterbi és un element bla, mal·leable i prou dúctil que exhibeix un llustre argentat brillant. El seu punt de fusió és de 824 °C i el d'ebullició 1 196 °C. L'iterbi té tres al·lòtrops, anomenats α, β i γ, amb punts de transformació a -13°C i 795 °C. Les densitats de les formes α i β són, respectivament, 6,903 g/cm³ i 6,966 g/cm³.
La forma β es dona a temperatura ambient i presenta una estructura cristal·lina centrada en les cares, mentre que la forma γ, que es dona a alta temperatura, té una estructura cristal·lina centrada en el cos. Normalment, la forma β té una conductivitat elèctrica (resistivitat de 0,29 μΩ·m) semblant a la dels metalls, però es comporta com un semiconductor a pressions pròximes a les 16 000 atmosferes. La seva resistència elèctrica es multiplica per deu a unes 39 000 atmosferes, però a 40 000 atmosferes cau bruscament a un 20 % de la seva resistivitat a temperatura ambient.
L'iterbi és poc paramagnètic i té la susceptibilitat magnètica més baixa de tots els lantanoides. La seva conductivitat tèrmica és de 34,9 W·m–1·K–1, baixa comparada amb altres metalls (l'argent la té de 406 W·m–1·K–1, l'alumini 204,3 W·m–1·K–1 o el platí 70 W·m–1·K–1).

### Propietats químiques
L'iterbi s'oxida lentament exposat a l'aire i es crema fàcilment per formar òxid d'iterbi(III), l'únic òxid conegut:
{\displaystyle {\ce {4 Yb + 3 O2 -> 2 Yb2O3}}}
És força electropositiu i hom troba compostos d'iterbi(2+) i d'iterbi(3+). Reacciona lentament amb aigua freda i força ràpidament amb aigua calenta per formar hidròxid d'iterbi(III):
{\displaystyle {\ce {2 Yb(s) + 6 H2O(l) -> 2 Yb(OH)3(aq) + 3 H2(g)}}}
Reacciona amb tots els halògens donant els corresponents halogenurs d'iterbi(3+) que són tots blancs:

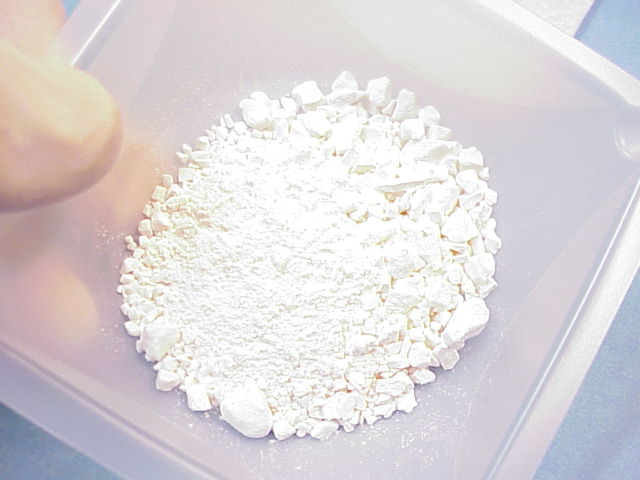
Clorur d'iterbi(III) YbCl3.

{\displaystyle {\ce {2 Yb (s) + 3 F2 (g) -> 2 YbF3 (s) [blanc]}}}{\displaystyle {\ce {2 Yb (s) + 3 Cl2 (g) -> 2 YbCl3 (s) [blanc]}}}{\displaystyle {\ce {2 Yb (s) + 3 Br2 (g) -> 2 YbBr3 (s) [blanc]}}}{\displaystyle {\ce {2 Yb (s) + 3 I2 (g) - 2 YbI3 (s) [blanc]}}}
Es dissol fàcilment en àcid sulfúric diluït per formar solucions que contenen els ions iterbi(3+) incolors, que existeixen com a complexos {\displaystyle {\ce {[Yb(OH2)9]^3+}}}.

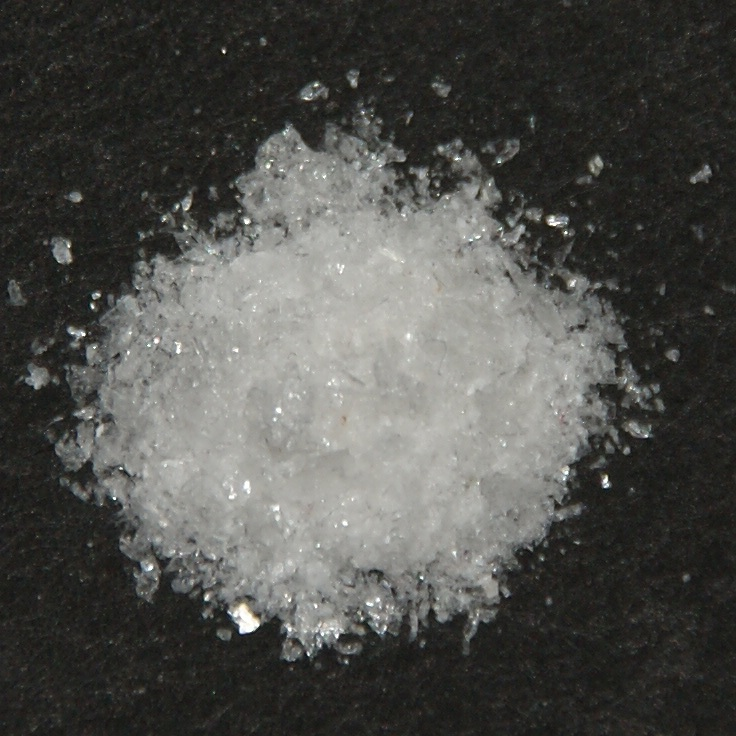
Acetat d'iterbi(III) Yb(C2H3O2)3*4H2O.

D'altres composts d'iterby(3+) són l'acetat d'iterbi(III)—aigua(1/4) {\displaystyle {\ce {Yb(C2H3O2)3*4H2O}}}, el nitrat d'iterbi(III) {\displaystyle {\ce {Yb(NO3)3}}} i el sulfat d'iterbi(III)—aigua(1/8) {\displaystyle {\ce {Yb2(SO4)3*8H2O}}}. També s'han descrit compostos amb cations iterbi(2+): fluorur d'iterbi(II) {\displaystyle {\ce {YbF2}}}, clorur d'iterbi(II) {\displaystyle {\ce {YbCl2}}}, bromur d'iterbi(II) {\displaystyle {\ce {YbBr2}}}, iodur d'iterbi(II) {\displaystyle {\ce {YbI2}}}, sulfur d'iterbi(II) {\displaystyle {\ce {YbS}}}, tel·lurur d'iterbi(II) {\displaystyle {\ce {YbTe}}}, sulfat d'iterbi(II) {\displaystyle {\ce {YbSO4}}}, carbonat d'iterbi(II) {\displaystyle {\ce {YbCO3}}} i hidròxid d'iterbi(II) {\displaystyle {\ce {Yb(OH)2}}}. El catió iterbi(2+) {\displaystyle {\ce {Yb^2+}}} és de color verd clar pàl·lid, és inestable en solució aquosa i redueix l'aigua fàcilment, alliberant hidrogen; és menys estable que el catió europi(2+) comparable, i més estable que el catió samari(2+).

## Isòtops
A la naturalesa hom troba set isòtops estables de l'iterbi: Yb-168 (0,13 % d'abundància), Yb-170 (3,04 %), Yb-171 (14,28 %), Yb-172 (21,83 %), Yb-173 (16,13 %), Yb-174 (31,83 %) i Yb-176 (12,76 %). S'han caracteritzat vint-i-vuit radioisòtops, sent els més estables el Yb-169 amb una període de semidesintegració t½ = 32,026 dies, el Yb-175 amb un període de semidesintegració t½ = 4,185 dies, i el Yb-166 amb un període de semidesintegració t½ = 56,7 hores. La resta dels isòtops radioactius tenen períodes de semidesintegració inferiors a les 2 hores, i en la majoria d'aquests és menor de 20 minuts. Aquest element té també 6 metaestats, essent el més estable l'Yb-169m (t½ = 46 segons).
Els nombres màssics dels isòtops de l'iterbi oscil·len entre 148 (Yb-148) i 182 (Yb-182). El principal mode de decaïment anterior a l'isòtop estable més abundant, Yb-174, és la captura electrònica, i el principal mode posterior és l'emissió beta. Els productes de decaïment primaris anteriors al Yb-174 són isòtops de l'element 69 (tuli), i els productes de decaïment primaris posteriors són isòtops de l'element 71 (luteci). En són exemples la desintegració de l'iterbi 169 i de l'iterbi 175:
{\displaystyle {\ce {_70^169 Yb + _{-1}^0 e -> _69^169Tm}}}{\displaystyle {\ce {_{70}^{175}Yb->_{71}^{175}Lu\ +\ _{-1}^{0}e\ +\ _{0}^{0}{\bar {\mu }}}}}

## Aplicacions

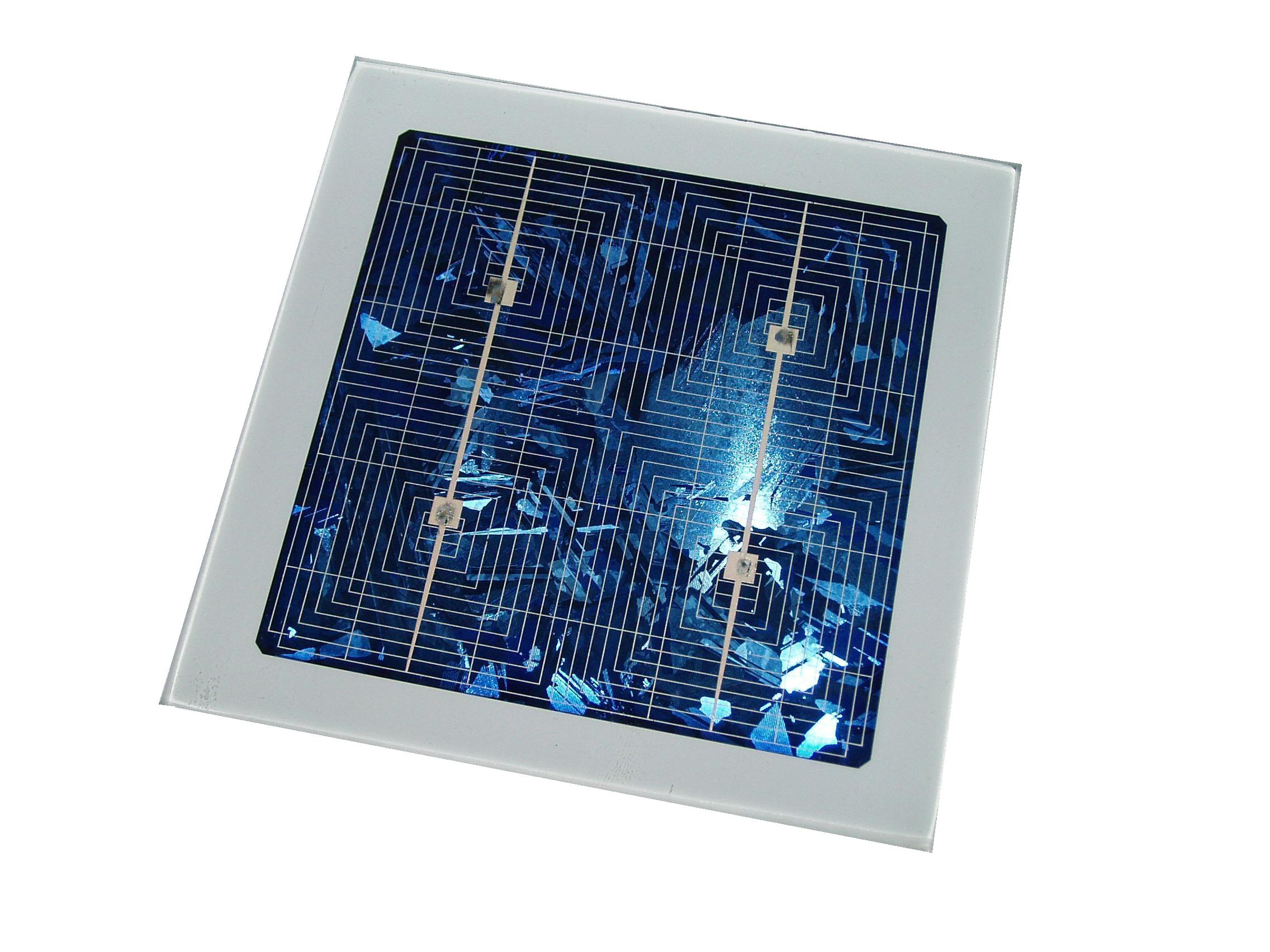
Cel·la fotovoltaica.

### Generació d'energia
L'iterbi té una banda d'absorció de radiació electromagnètica de longitud d'ona 985 nm, a la zona de l'infraroig. Aquesta propietat és emprada en algunes cel·les fotovoltaiques, juntament amb el silici, per a convertir l'energia solar en electricitat.

### Medicina
L'isòtop iterbi 169, amb una energia entre 250 i 350 keV, s'utilitza, puntualment, com a font de raigs γ en la radiografia industrial portàtil i en la medicina.

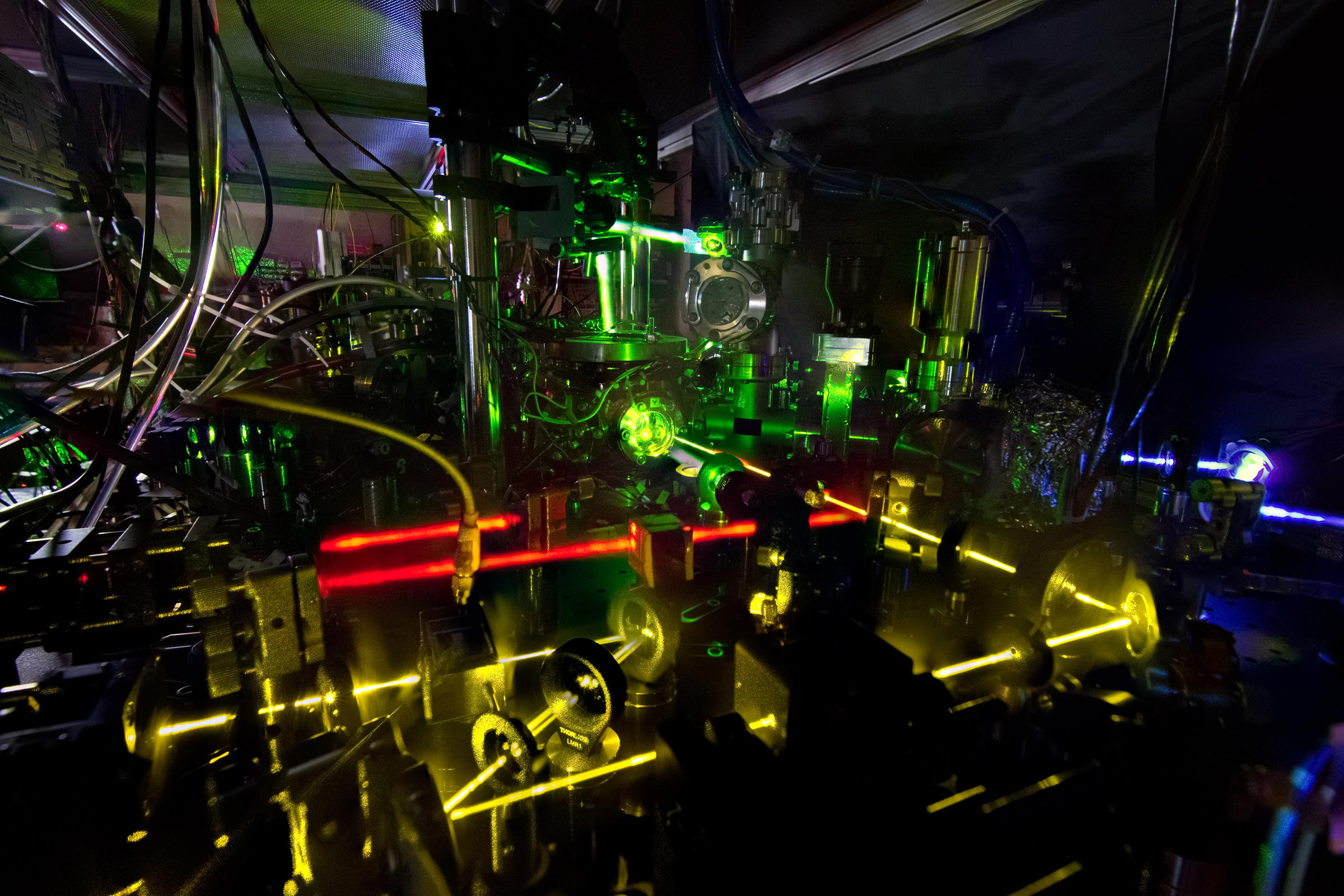
Rellotge atòmic d'iterbi.

### Indústria metal·lúrgica
L'iterbi s'afegeix a l'acer inoxidable per a millorar-ne el grau de refinament i la resistència.

### Altres camps
Els físics del National Institute of Sandards and Technology (NIST) estatunidenc han dissenyat un rellotge atòmic d'iterbi que és més estable que qualsevol altre rellotge atòmic.
L'iterbi sotmès a altes pressions augmenta la seva resistència elèctrica, per això s'utilitza per a mesurar pressions en explosions i terratrèmols. La seva resistència elèctrica es multiplica per deu a unes 39 000 atmosferes, però a 40 000 atmosferes cau bruscament a un 10% de la seva resistivitat a temperatura ambient.

## Toxicitat
L'iterbi no té cap funció biològica. Tant ell com les seves sals tenen baixa toxicitat, però s'han de manipular amb cura ja que poden irritar els ulls i la pell. També poden actuar com anticoagulants. L'iterbi pot arribar al medi ambient pels abocaments d'indústries petroquímiques o por electrodomèstics en desús. Es pot acumular gradualment en els sòls i contaminar les aigües, la qual cosa pot provocar l'increment de la seva concentració en els humans i altres animals, provocar danys a les membranes cel·lulars i afectar el sistema nerviós central.